# رولاند لينتس
رولاند غونتر لينز (بالألمانية: Roland Linz)‏ ، من مواليد 9 أغسطس 1981 في ليوبين في النمسا ، لاعب كرة قدم نمساوي من أصول تشيكية.
يلعب مع نادي سبورتينغ براغا البرتغالي منذ عام 2007.
بدأ باللعب مع منتخب النمسا لكرة القدم في عام 2003.

## روابط خارجية
- رولاند لينتس على موقع الاتحاد الأوربي (الإنجليزية)
- رولاند لينتس على موقع اتحاد تركيا (لاعب) (الإنجليزية)
- رولاند لينتس على موقع رابطة كرة القدم الفرنسية للمحترفين (الإنجليزية)
- رولاند لينتس على موقع قاعدة بيانات كرة القدم.إي يو (الإنجليزية)
- رولاند لينتس على موقع بيانات كرة القدم. دي إي (الألمانية)
- رولاند لينتس على موقع ناشيونال فوتبول تيمز (الإنجليزية)
- رولاند لينتس على موقع Soccerway.com (الإنجليزية)
- رولاند لينتس على موقع عالم كرة القدم.نت (الإنجليزية)
- رولاند لينتس على موقع كووورة
- رولاند لينتس على موقع AS.com (الإسبانية)